# Benin na Letnich Igrzyskach Olimpijskich 1996
Benin na Letnich Igrzyskach Olimpijskich 1996 reprezentowało 5 zawodników, 4 mężczyzn i 1 kobieta.

## Skład kadry

### Lekkoatletyka
Mężczyźni
- Eric Agueh
  - Bieg na 100 m (odpadł w 1 rundzie eliminacji, 85. miejsce)

- Pascal Dangbo
  - Bieg na 200 m (odpadł w 1 rundzie eliminacji, 69. miejsce)

- Arcadius Fanou
Pascal Dangbo
Issa Alassane-Ousséni
Eric Agueh
  - Sztafeta 4 x 100 m - 27. miejsce

Kobiety
- Laure Kuetey
  - Bieg na 200 m (odpadła w 1 rundzie eliminacji, 45. miejsce)